# Chet Atkins

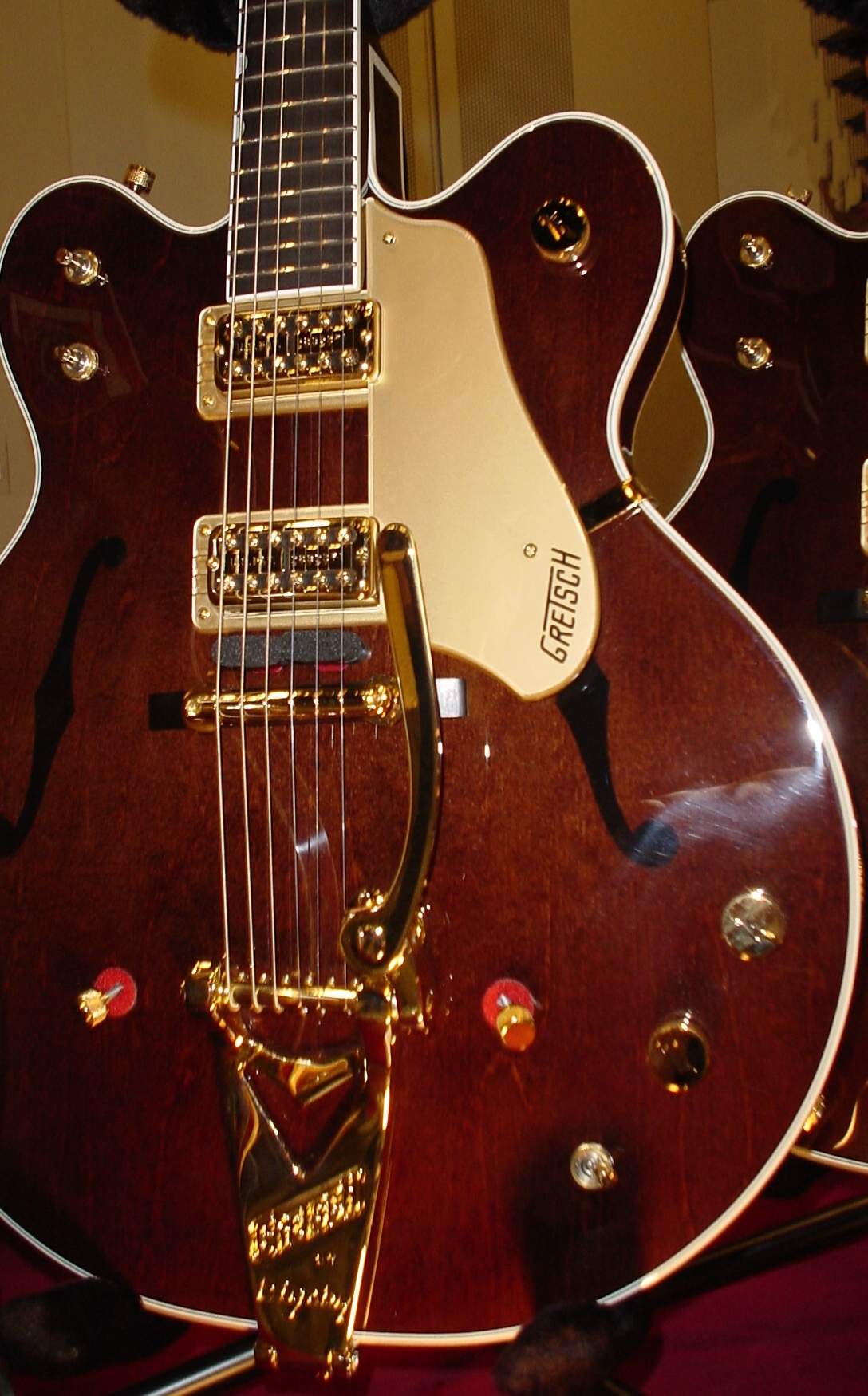
Chet Atkins Gretsch G6122-1962 Chet Atkins Country Gentleman gitárja

Chet Atkins (születési nevén Chester Burton Atkins) (Lutrell, Tennessee, 1924. június 20. – Nashville, Tennessee, 2001. június 30.) többszörös Grammy-díjas amerikai gitáros, énekes, hegedűs, dalszerző, producer. Becenevei: Mr. Guitar és The Country Gentleman.

## Stílusa
Mint sok remek gitárosnak, neki is saját stílusa volt, ez volt az Atkins Styles: a jobb kéz hüvelyk- és mutatóujjal – néha a középső ujjal is – való pengetés. A stílusára hatással volt többek között Merle Travis, Django Reinhardt, George Barnes és Les Paul, felvételeket készített Perry Comóval, Elvis Presleyvel, a The Everly Brothers-szel, Duane Eddyvel, Charley Pride-dal, Connie Smith-szel, Don McLeannel, Mark Knopflerrel és másokkal. Egyike volt azoknak, akik nélkül a country nem lett volna népszerű. Session-zenészként és producerként több száz felvételben vett részt, és az 1950-es–60-as években segített létrehozni a country egyik alfaját, a Nashville soundot. 14 Grammy-díjban és számos egyéb kitüntetésben részesült. Kilenc alkalommal nyerte el a Country Music Association díját, és bekerült a Country Music Hall of Fame and Museumba is.

## Gyermek- és ifjúkora
Két fiú- és egy lánytestvére volt. Hatéves korában a szülei elváltak. Ukulelén, majd hegedűn kezdett játszani, 9 éves korától pedig gitározni tanult. Az asztmája miatt Forstonban (USA, Georgia állam) élt az édesapjával, és az ottani Mountain Hill Schoolba járt. Itt vásárolta meg az első komolyabb gitárját, amelyen már minden érintő megvolt, nem úgy, mint az elsőn. Az elektroakusztikus gitárt csak úgy használhatta ki teljes mértékben, ha kilométereket utazott olyan helyre, ahol már áram is volt.

## Zenei karrierje
Atkins 1941-ben otthagyta a középiskolát és a WNOX-AM rádióállomásnál helyezkedett el  Knoxville-ben: hegedült és gitározott a Bill Carlisle Showban és a Homer & Jethro duóval, játszott a Dixieland Swingsters nevű kisegyüttesben, amelynek főleg swing volt a műsorán. Három évvel később a rádióállomás Cincinnatibe (Ohio) költözött. Hat hónap múlva Raleighbe ment, ahol a Johnnie & Jack duóval együtt countryt játszott. 1946-ban rendszeresen fellépett a richmondi WRWA rádióban, de innen több alkalommal menesztették, mert a stílusa nem egyezett a vezetőség elvárásaival. Richmondból Springfieldbe ment, ahol a KWTO rádiónál dolgozott. A következő munkahelye Denverben volt, itt a Shorty Tompson & His Rangers-szel játszott együtt, majd az RCA  hívására Nashville-be ment rádiófelvételre.

## Tanácsadó és producer
Chet Atkins tanácsadója lett a Gretsch® Musical Instrumentsnek: 1955-1980 között készültek a  népszerű Chet Atkins elektromos gitárok.  Az RCA Nashville stúdió vezetőjének Stephen H. Sholes-nak az asszisztense lett, az ő hatásának is köszönhető, hogy  felépült a Music Row-n az RCA Studio B, amelyben több száz híres zenész készített felvételt. 1957-ben Steve Sholes-t kinevezték az RCA elnökhelyettesévé, New York-ba ment, Atkins lett a stúdió vezetője.
A produceri tevékenység mellett természetesen zenélt is. John Fitzgerald Kennedy és George H. W. Bush elnökök is meghívták őt a Fehér Házba.
1965-ben  született az egyik legismertebb, közkedvelt átdolgozása, a Yakety Axe, James Q. "Spider" Rich és  Boots Randolph Yakety Sax című számából. Szintén jól ismert a dal a Yankee Doodle Dixie: Atkins egyidejűleg játszotta ugyanazon a gitáron a Yankee Doodle-t és Dixie-t.

## Később karrierje
Az 1970-es években Chet Atkins inkább a vezetői feladatait helyezte előtérbe, kevesebb felvételt készített, köztük Perry Comoval és Jerry Reeddel. 1973-ban vastagbélrákot diagnosztizáltak nála. Ekkor mellőzte az adminisztrációs munkákat. Az évtized végén új vezetők érkeztek az RCA-hez. Chet Atkins ötleteit mellőzték. A Gretsch céggel megszűnt az együttműködése, és a Gibson gitárokat kezdett tervezni. 1982-ben otthagyta az RCA-t, és a Columbia Records-szal kötött szerződést, 1983-ban pedig elkészítette a kiadónál a bemutatkozó albumát is.
Mindig szerette a jazz-t, emiatt a country-zenészek bírálták őt, mert nem tiszta, hanem jazz-zel vegyített countryt játszott. Bár hallás után zenélt és remekül rögtönzött, de tudott kottát olvasni, és írt néhány klasszikus gitár-darabot is. Visszatért a country zenéhez, és egy ausztráliai gitárossal, Tommy Emmanuellel játszott együtt. Felkérésre megnevezte a 20. század tíz legnagyobb hatású gitárosát: Django Reinhardtot az első helyre jelölte, és önmagát is feltette a listára.

## Magánélete
1949-ben vette feleségül Leona Johnson énekesnőt, aki nyolc évvel élte túl őt: 85 évesen, 2009-ben hunyt el.

## Halála
Az 1990-es években az egészsége jelentősen leromlott. 1996-ban ismét rákbetegséget  diagnosztizáltak nála. 2001. június 30-án halt meg az otthonában, Nashville-ben. A nashville-i Harpeth Hills Memory Gardens temetőben nyugszik. 2002-ben  beiktatták a Rock and Roll Hall of Fame tagjainak sorába.

## Fordítás
- Ez a szócikk részben vagy egészben  a   Chet Atkins című angol Wikipédia-szócikk fordításán alapul.  Az eredeti cikk szerkesztőit annak laptörténete sorolja fel. Ez a jelzés csupán a megfogalmazás eredetét és a szerzői jogokat jelzi, nem szolgál a cikkben szereplő információk forrásmegjelöléseként.

## Yakety Axe
- Yakety Axe. YouTube [halott link]
- Yakety Axe (szöveggel együtt). YouTube